# Pseudobalistes naufragium
Pseudobalistes naufragium är en fiskart som först beskrevs av Jordan och Edwin Chapin Starks 1895.  Pseudobalistes naufragium ingår i släktet Pseudobalistes och familjen tryckarfiskar. IUCN kategoriserar arten globalt som livskraftig. Inga underarter finns listade i Catalogue of Life.